# ピノ・グリ
ピノ・グリ (Pinot gris)、別名ピノ・グリージョ (Pinot grigio) 、グラウブルグンダー (Grauburgunder) は、ヨーロッパブドウの白ワイン用ブドウ品種である。 ピノ・ノワールのクローン突然変異体であると考えられ、通常灰青色の果実をつけることからその名が付けられたが、茶色を帯びたピンク色から黒色、あるいは白色の果実をつけることもある。「ピノ」の名は、このブドウが小ぶりの松かさ状の果房になることから付けられたと思われる。このブドウで作られたワインの色もまた、深い黄金色から銅色、薄いピンクまで多種多様であり、スキンコンタクトワイン用として人気のあるブドウのひとつでもある。
ピノ・グリは世界各地で栽培されており、「スパイシー」でフルボディのアルザスワインやライトボディ寄りにし酸を強くしたイタリア系のスタイルが広く知られている。アルザス風のスタイルに倣ったものが多いのはマールボロ地方やタスマニア州、南オーストラリア州、ワシントン州、オレゴン州といったニューワールドのワイン生産地であり、酸味は中程度か低め、アルコール度数は高めとなる傾向があるほか、「オイリー」ともいえるような口当たりがこのワインのフルボディ感を強めている。アロマはメロンやマンゴーといった熟したトロピカルフルーツのものから、貴腐がかったものまでさまざまである。イタリアでは、爽やかな酸味を失わないように、またこの品種のもつ際立った果実味をいくらか抑えるように、ピノ・グリージョのブドウは早摘みされることが多く、それによってもっと偏りの少ないフレーバー・プロファイル (風味の構成) を作り出す。このスタイルに倣ったものは、イタリア以外ではドイツなどのオールドワールドによく見られ、ドイツではこのブドウはルーレンダー (Ruländer) の名で知られている。

## 歴史

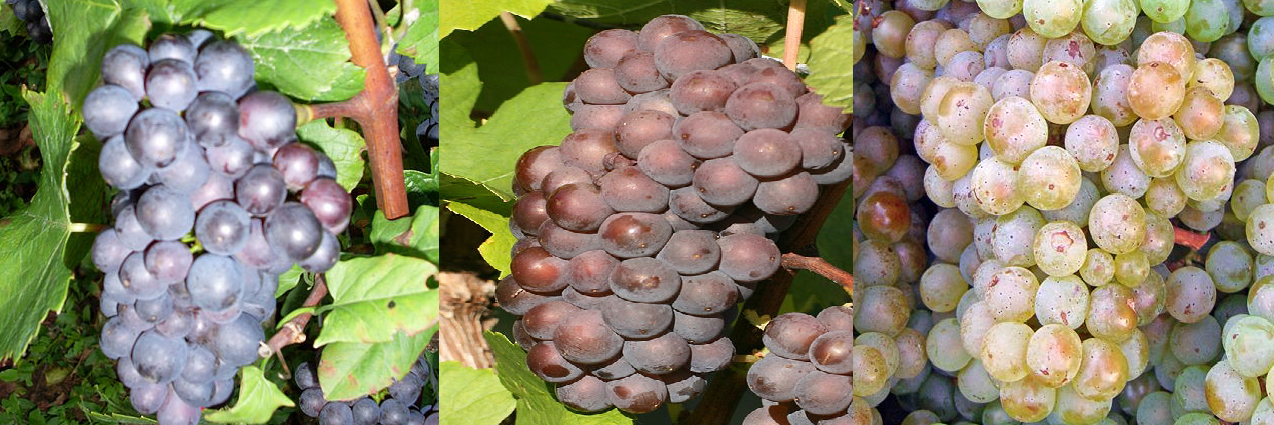
ピノ・ブラン (右) と同じく、ピノ・グリ (中央) もピノ・ノワール (左) の突然変異種である。

ピノ・グリはブルゴーニュ地方においては中世から知られており、おそらくフロマントーと呼ばれていたと思われる。ピノ・グリはピノ・ノワールとともにブルゴーニュから広まっていき、1300年までにはスイスにも伝播していた。このブドウは神聖ローマ帝国皇帝カール4世のお気に入りであったとも伝えられており、彼はシトー会の修道士たちを通じてその挿し木をハンガリーにもたらした。修道士たちは1375年にバラトン湖に隣接するバダチョニの傾斜地にこのブドウの樹を植え付けた。やがてこのブドウは「灰色の修道士」を意味するスルケバラート (Szürkebarát) の名を冠するようになった。1711年にドイツの商人ヨハン・ゼーガー・ルーラントがプファルツの畑に自生するブドウを (再) 発見した。そのため彼が生産したワインはルーレンダーの名で知られるようになり、のちにこのブドウはピノ・グリであると判明した。
18世紀および19世紀に至るまで、このブドウはブルゴーニュとシャンパーニュにおいて広くみられたが、収量が少なく総収穫量が安定しないことから、両地域での人気は落ちていった。ドイツでもこれに近い運命を辿ったものの、20世紀前半になってブドウの育種家たちが収量のより安定したクローン突然変異種の開発に成功した。
カリフォルニア大学デイヴィス校の研究者たちにより、ピノ・グリはピノ・ノワールと著しく類似したDNA型をもち、果皮の色違いは何世紀も前に起きた遺伝子の突然変異によるものだということが判明した。両ブドウの葉および樹体はとても似通っているため、果皮の色合いだけが両者を識別する唯一の外見的特徴である。
2000年代半ば、市場におけるピノ・グリの人気は上昇した。特に (辛口の) ピノ・グリージョおよびそれに類するニューワールドのワインの台頭において顕著であった。

## 生産地域

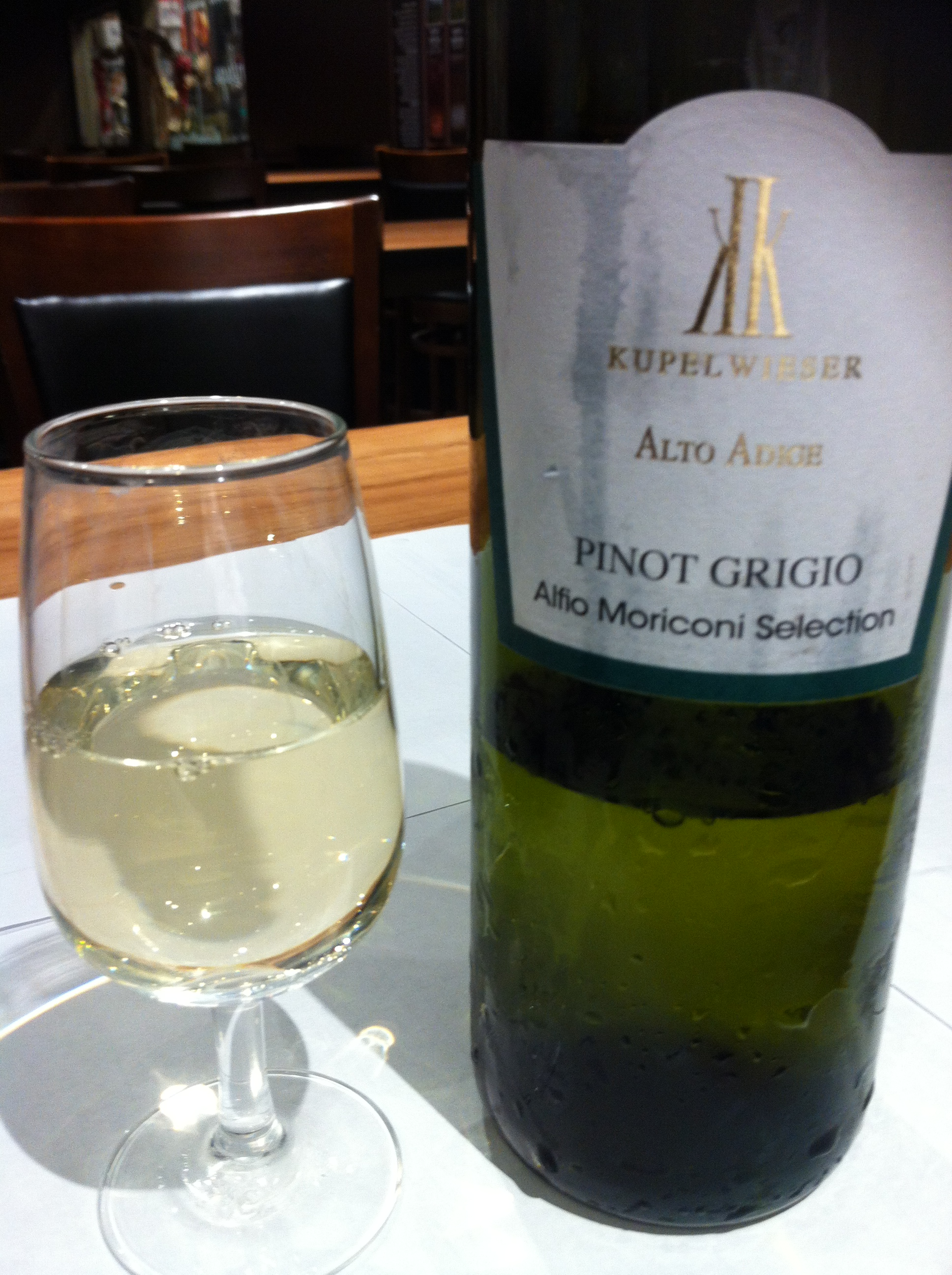
イタリアのアルト・アディジェ地方産ピノ・グリージョのワイン

世界におけるこのブドウの栽培総面積は、約15,000ヘクタールに及ぶ。
- アルゼンチン – サンフアン州およびメンドーサ州
- オーストラリア – タスマニア州、ビクトリア州ヤラ・バレー、南オーストラリア州アデレード山脈（英語版）、ニューサウスウェールズ州セントラル・レンジ（英語版）、ビクトリア州モーニントン半島。 3,651ヘクタール (2015年現在)[5]
- オーストリア – 300ヘクタール、もしくはワイン用ブドウ栽培総面積の0.6%
- カナダ – ブリティッシュコロンビア州、オンタリオ州
- チリ – バルパライソ県
- チェコ – ボヘミア、モラヴィア
- フランス – ブルゴーニュ、ロワール、アルザス。 2,674ヘクタール (2007年現在)[6]
- ドイツ – バーデン、ラインラント＝プファルツ。 6,402ヘクタール、もしくはワイン用ブドウ栽培総面積の6.2%  (2017年現在)[7]
- ハンガリー – バダチョニ（英語版）、マートラ地方
- イタリア – トレンティーノ＝アルト・アディジェ州
- ルクセンブルク
- モルドバ
- ニュージーランド (ワイヘケ島を含む) – 1,383ヘクタール (2008年現在)[8] 同地域は2007年は1,146ヘクタールしかなかった[9]。
- ルーマニア – コンスタンツァ県、トランシルヴァニア地方タルナーヴェ産地
- クリミア
- トルコ – マルマラ地方クルクラーレリ県
- 南アフリカ共和国
- スロベニア – プリモルスカ地方、ドラヴァ地方
- スイス – ヴァレー州。 約226ヘクタール (2012年現在)[10]
- アメリカ合衆国 – オレゴン州、カリフォルニア州、アイダホ州、ミシガン州、アリゾナ州、バージニア州、ニュージャージー州、ワシントン州

### アルザス

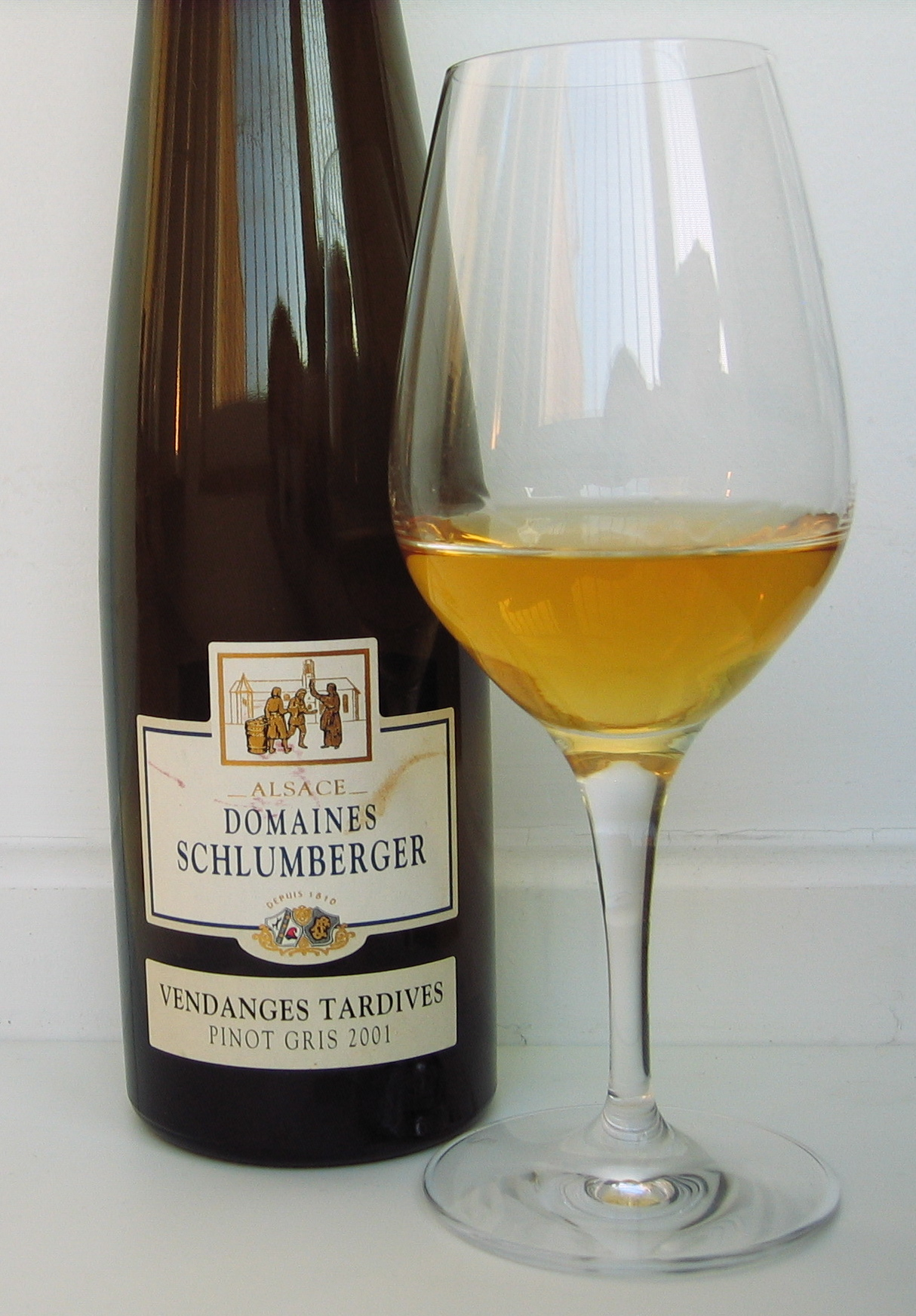
アルザス産ピノ・グリの、遅摘み甘口ワインを意味するヴァンダンジュ・タルディヴのワイン

アルザスにおける主要品種のひとつであり、2006年時点で同地域のブドウ畑面積の13.9%で栽培されているこのブドウ品種は、他地域にみられるピノ・グリとは著しく異なる。アルザスの冷涼な気候と保温性のある火山性土壌は、特にピノ・グリに適しており、秋の降水量が少ないおかげでブドウが果樹に付いている時間がたっぷりとあることから、アロマのきわめて強いワインが生まれることが多い。
ピノ・グリは、リースリング、ゲヴュルツトラミネール、ミュスカとならんでアルザスのいわゆる高貴品種のひとつとされている。それらはアルザス・グラン・クリュAOCのワインや遅摘みワインのヴァンダンジュ・タルディヴ、セレクション・グラン・ノーブルに用いられる品種である。
かつてアルザス産のピノ・グリは古来からトケ・ダルザス (Tokay d'Alsace) と表記されていた。このブドウは、中世にブルゴーニュ産のブドウを知ったハンガリーの交易商たちによって、アルザスに広められた。この時代、トカイ (Tokaji) は市場でもっとも人気と需要のあるワインのひとつであったため、アルザスワインの地位を高めるためにその名がおそらく用いられたのだろう。ピノ・グリは、16世紀にラザルス・フォン・シュヴェンディ将軍が対トルコ戦役後アルザスに持ち帰ったと考えられ、トケ (Tokay) の名でキーンツハイムに植え付けられた。ただしピノ・グリは、伝統的にトカイワインに用いられているブドウ品種のフルミント、ハールシュレヴェリュー、イエロー・マスカット (シャルガ・ムシュコタイ) 、ゼータ (ブドウ)とは遺伝子的な類縁関係が認められていない。 1980年に欧州経済共同体は保護原産地呼称 (PDO) 関連の規定を定めたが、ハンガリーが欧州連合への加盟交渉を開始するなかで、トケの名称はトカイ地方のPDOとしなければならないことが明らかになった。 その結果、1993年にハンガリーと欧州連合とのあいだでハンガリー以外のワインからトカイ/トケの名称を段階的に撤廃していく合意が成立した。アルザスの場合、移行段階としてトケ・ピノ・グリ (Tokay Pinot Gris) が採用され、2007年に「トケ」の部分が削除された。生産者の多くは期限の数年前、2000年代前半までにたんなるピノ・グリへのラベル変更を済ませていた。

### オーストラリア
ピノ・グリが初めてオーストラリアに伝わったのは1832年のことで、ジェームズ・バズビーが持ち込んだブドウ品種の収集物に入っていた。ビクトリア州では、このブドウから作られたワインには、甘さに応じてピノ・グリとピノ・グリージョ両方のラベルが用いられており、辛口なほうがピノ・グリージョのラベルを用いている。

### ドイツ
ドイツにおけるグラウブルグンダー栽培は、以下の生産地域に分けられる：
| ワイン生産地域                 | ブドウ畑 (ヘクタール) |
| ------------------------------ | --------------------- |
| アール                         | 3                     |
| バーデン                       | 1,636                 |
| フランケン                     | 48                    |
| ヘッシシェ＝ベルクシュトラッセ | 38                    |
| ミッテルライン                 | 3                     |
| モーゼル                       | 79                    |
| ナーエ                         | 210                   |
| ラインラント＝プファルツ       | 1,044                 |
| ラインガウ                     | 19                    |
| ラインヘッセン                 | 1,153                 |
| ザーレ・ウンストルート         | 30                    |
| ザクセン                       | 41                    |
| ヴュルテンベルク               | 105                   |
| ドイツ全体 (2007年)            | 4,413                 |

出典：ブドウ生産地域統計、2008年3月13日。ドイツ連邦統計局、Beschreibende Sortenliste des Bundessortenamtes 2008 (ヴィースバーデン、2008年)、198-202頁。

### イタリア

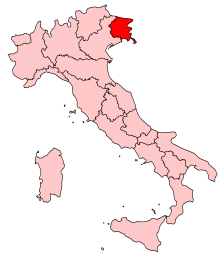
ピノ・グリージョはフリウリ＝ヴェネツィア・ジュリア州などイタリア北東部において栽培が盛んである。

イタリアではこのブドウはピノ・グリージョの名で知られており、ロンバルディア州のオルトレポー・パヴェーゼ周辺やイタリア最北のアルト・アディジェ地方で栽培されている。また、このブドウはフリウリ＝ヴェネツィア・ジュリア州でも有数の栽培品種となっている。

### ニュージーランド
ピノ・グリは北島側（ワイヘケ島、ホークス・ベイ、ギズボーン）でも南島側（セントラル・オタゴ、ネルソン、マールボロ、ワイパラ）でも栽培されており、2009年の時点で1,501ヘクタールを占める。これは2006年時点から100%以上の増加である。2007年にはピノ・グリがリースリングを抜いて、ソーヴィニヨン・ブランおよびシャルドネに続く生産量第3位の品種となった。 栽培総面積の半分を占めているのはカンタベリーおよびマールボロで、同地のワインは「豊かでミネラル感のある、果実味の強い性格」になるという。

### ロシア
ロシアにおいては、このブドウはピノ・グリ (Пино Гри) の名で知られている。

### オレゴン州、カリフォルニア州、その他の地域
アイリー・ヴィンヤードのデイヴィッド・レットは、1965年にオレゴン州で初めてピノ・グリの樹を植え付けた。売上拡大を期して、レットは1979年からリースリングの台木にピノ・グリの穂木を接ぎ木し始めた。レットがサケによく合うワインとしてサケ業者に売り込みだすまでは、当初このブドウは安定した市場をなかなか見つけられなかった。それでもこのワインの人気は若干上昇した程度であったが、1990年代半ばになって資本力のある大手生産者が参入し、多額の費用を投じた販売キャンペーンを確実なものにするため、十分な量を作るようになった。ピノ・グリの安定した国内市場を開拓するのに十分な高品質のワインを生産する目的で、1991年にキング・エステート・ワイナリーが設立された。合衆国においてピノ・グリがブドウ樹種として全国的な知名度を得たのは、同ワイナリーの功績であった。今日では世界トップクラスの高級ピノ・グリワイン生産者となり、敷地内には世界最大のオーガニックのブドウ畑を有し、その内300エーカー (1.2 km2) 以上がピノ・グリ用である。

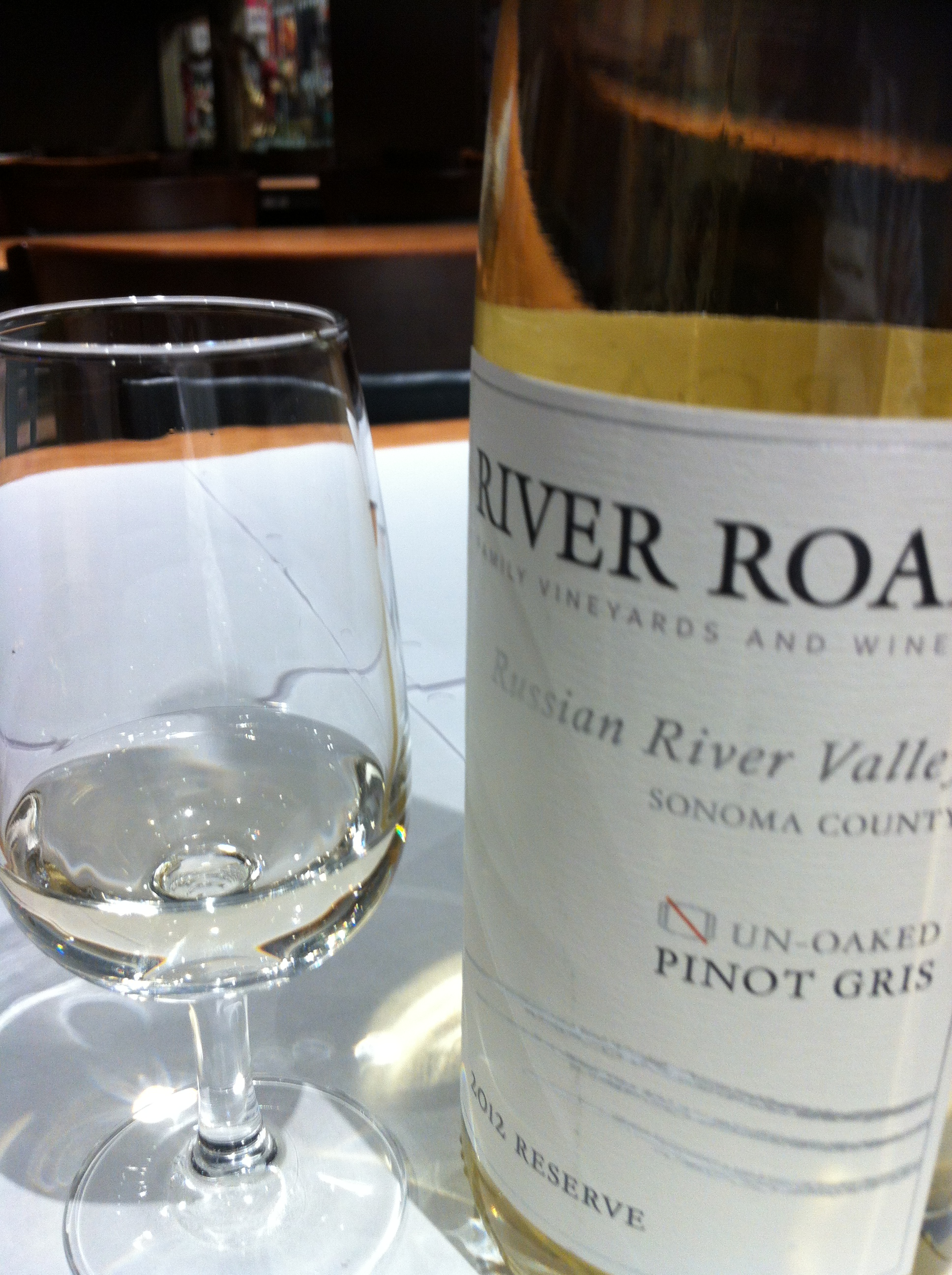
カリフォルニア州ロシアン・リバー・バレー産ピノ・グリのワイン

カリフォルニア州では、中部および南部の沿海地域において約1,620エーカー (660ヘクタール) の栽培面積がある。 カリフォルニア産のピノ・グリはイタリアの醸造スタイルに似ているため、ピノ・グリージョと呼ばれることがある。
ピノ・グリ栽培は、ピノ種栽培に適した緯度帯に入ると考えられているオハイオ州北部でも見受けられる。

## ブドウ栽培
このブドウは冷涼な気候がもっとも生育に適しており、成熟が比較的早く、糖度が高い。このことから、甘口のワインにもできるし、辛口になるまで発酵を進めて高アルコール濃度のワインにすることもできる。ピノ・グリの果房は同一の樹木でもさまざまな色を帯びることがある。果実は小ぶりの果房を形成し (そのため松かさの名が付いている) 、成熟したときの色合いは、灰青色から茶色を帯びたピンクまで多種多様なものがありうるが、灰色がかったピンクの色合いを帯びることが多い。 ピノ・グリは、ピノ・ノワールのアロマをさらに高め、かつ軽やかにするために、ブレンドされることがよくある。

## ワインの特徴

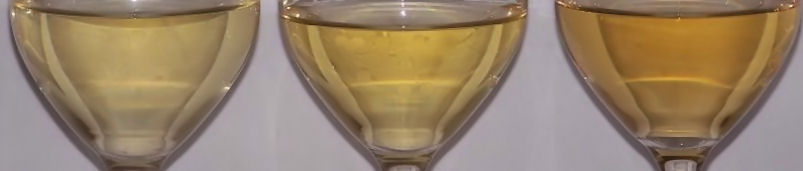
ピノ・グリのワインにおける生産スタイルごとの色の違い： (左から) 黄味がかった麦わら色のイタリア産ピノ・グリージョ、レモン色のアルザス産ピノ・グリ、カッパーピンク色のオレゴン産ピノ・グリ

ピノ・グリから作られたワインは多種多様で、生産地や醸造スタイルによって大きく変わる。アルザスのピノ・グリは、豊かで幾分白い花のブーケをもつ、ミディアムボディからフルボディのワインになる。他のピノ・グリと比べるとスパイシーな傾向がある。たいていのピノ・グリが早めの消費を意図したものであるのに対し、アルザスのピノ・グリは長期熟成が可能である。ドイツのピノ・グリは、酸とほのかな甘みのバランスがとれた、フルボディ傾向のさらに強いワインである。オレゴン州では、黄色からカッパーピンクまでの色をもち、洋ナシやリンゴ、メロンのいずれかもしくは全てのアロマをもった、ミディアムボディのワインになる。カリフォルニア州では、ピノ・グリはもっとライトボディで、爽やかな味わいのワインとなり、胡椒やルッコラのような気味をもつ。イタリアのピノ・グリージョのスタイルは、ライトボディで淡い色のあっさりしたワインになることが多く、場合によっては爽やかで酸の強い軽快な風味を帯びることもある。ピノ・グリは「若飲み用ワイン」と見なされており、発酵から4〜12週間後に瓶詰め・出荷されたりもする。

## 別名
ピノ・グリは、世界各地に多くの呼び名がある。
| ピノ・グリの別名                                                                 | 国・地域                                  |
| -------------------------------------------------------------------------------- | ----------------------------------------- |
| オーセロワ・グリ (Auxerrois gris)                                                | アルザス                                  |
| フォーヴェ (Fauvet)                                                              | フランス                                  |
| フロマントー (Fromentau / Fromentot)                                             | ラングドック                              |
| グラウブルグンダー / グラウアー・ブルグンダー (Grauburgunder / Grauer Burgunder) | オーストリア ドイツ (辛口)                |
| グラウアー・メンヒ (Grauer Mönch)                                                | ドイツ                                    |
| グラウクレヴナー (Grauklevner)                                                   | ドイツ                                    |
| グリ・コードリエ (Gris cordelier)                                                | フランス                                  |
| マルヴォワジー (Malvoisie)                                                       | ロワール渓谷 スイス                       |
| モネンバシア (Monemvasia)                                                        | ギリシャ                                  |
| ピノ・グリージョ (Pinot grigio)                                                  | イタリア                                  |
| ピノ・ブーロ (Pinot beurot)                                                      | ロワール渓谷、ブルゴーニュ                |
| ルーレンダー (Ruländer)                                                          | オーストリア ドイツ ルーマニア (甘口)     |
| ルランドスケー・シェデー (Rulandské šedé)                                        | チェコ スロバキア                         |
| シヴィ・ピノ (Sivi pinot)                                                        | クロアチア スロベニア                     |
| スルケバラート (Szürkebarát)                                                     | ハンガリー                                |
| トケ・ダルザス (Tokay d'Alsace)                                                  | アルザス (EUの規定によりピノ・グリに改称) |
| ピノ・グリ (Піно ґрі) 、ピノ・シリー (Піно сірий)                                | ウクライナ                                |
| ピノ・グリジオ (Пино гриджо)                                                     | ロシア                                    |
| 灰皮诺                                                                           | 中国                                      |